# Skrunda
Skrunda er beliggende i Kuldīgas distrikt i det sydvestlige Letland og fik byrettigheder i 1917. Byen er mest kendt for at have huset den vigtigste radarstation i sovjettiden, hvormed der kunne lyttes til objekter i rummet. Før Letlands selvstændighed i 1918 var byen også kendt på sit tyske navn Schrunden.

## Kendte bysbørn
- Raimonds Gerkens – iværksætter